# 善春

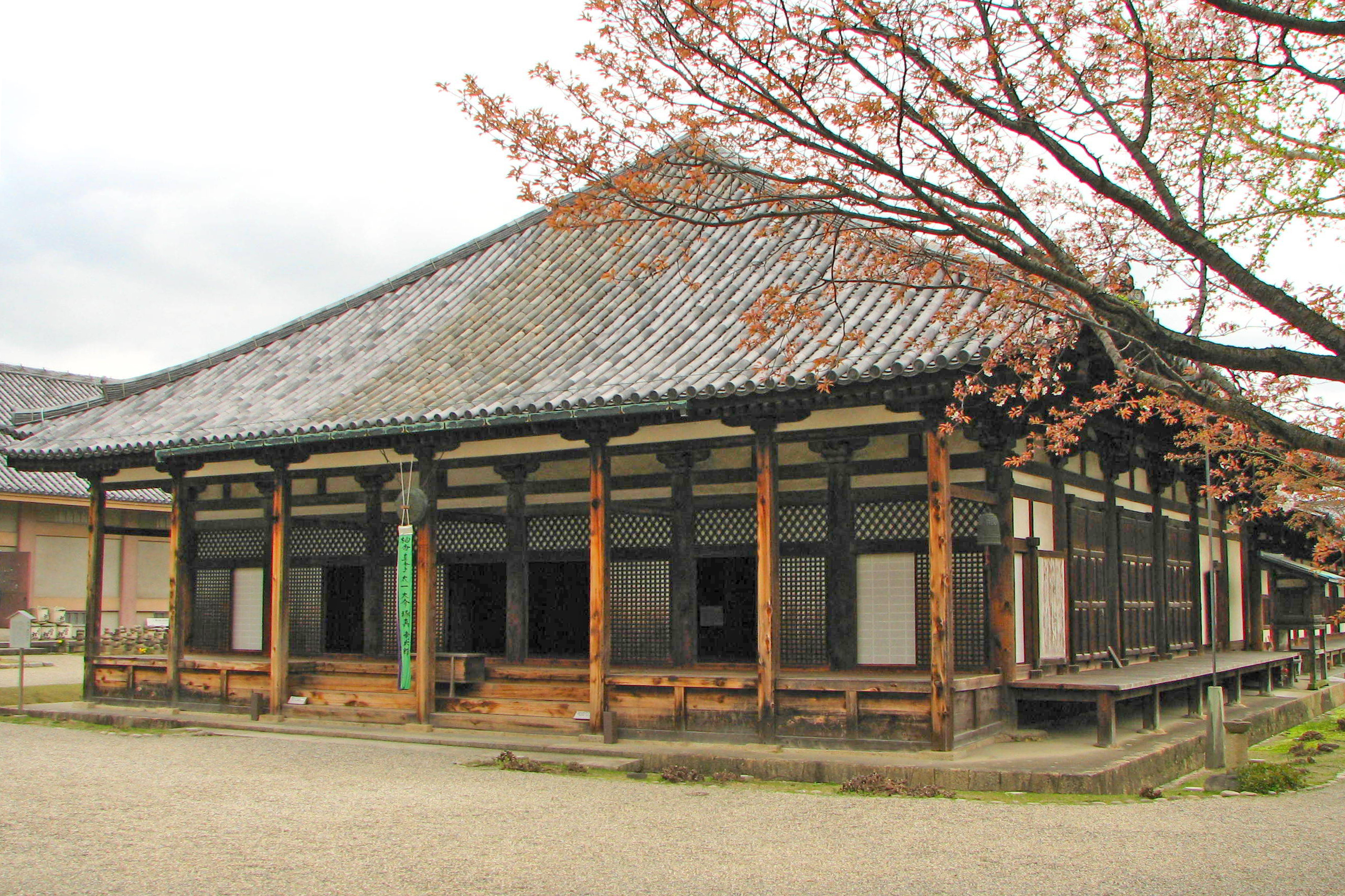
聖徳太子像を安置する元興寺の本堂

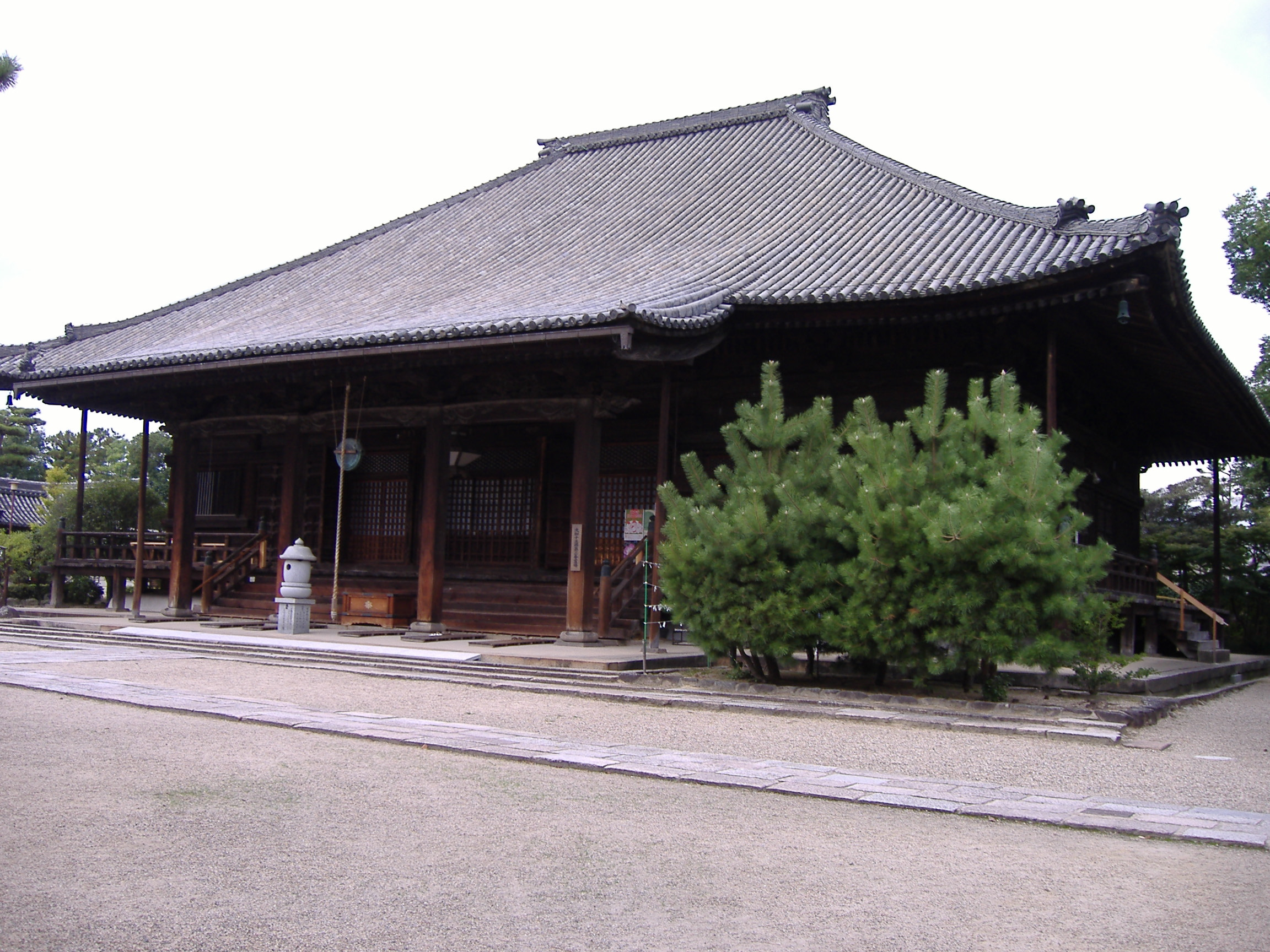
叡尊像を安置する西大寺の本堂

善春（ぜんしゅん、生没年不詳）は、鎌倉時代に大和国（現在の奈良県）で活躍した善派の仏師。善慶の子。

## 略歴
- 文永5年（1268年）、元興寺の聖徳太子像（現存、重要文化財）を造像。
- 建治2年（1276年）、西大寺の大黒天像（現存、重要文化財）を造像。
- 1280年（弘安3年）、西大寺の興正菩薩叡尊像（現存、重要文化財）を造像。興正菩薩像は叡尊80歳の寿像（像主の生前に作った肖像のこと）で、迫真の写実に成功した面貌、量感ある体躯、そこに刻まれた力強く動きのある衣文によって、老いてなお活力に富む像主の彫出に成功しており、鎌倉後期彫刻の中で傑出した作品である。
  - 主に大和の西大寺で叡尊に重用され法橋となった。